# João Mário (cầu thủ bóng đá Bồ Đào Nha)
João Mário Naval da Costa Eduardo (phát âm tiếng Bồ Đào Nha: [ʒwɐw maɾju], sinh ngày 19 tháng 1 năm 1993); hay gọi đơn giản là João Mário, là một cầu thủ bóng đá người Bồ Đào Nha chơi cho câu lạc bộ Benfica và đội tuyển Bồ Đào Nha với vị trí tiền vệ.
Anh bắt đầu sự nghiệp tại Sporting từ lò đào tạo của đội bóng này, anh được cho Vitória de Setúbal mượn vào năm 2014 và sau đó trở lại và là một phần quan trọng trong đội hình giành được các danh hiệu lớn, bao gồm Cup Bồ Đào Nha năm 2015.
João Mário đã có lần ra mắt cho tuyển Bồ Đào Nha vào năm 2014. Anh đã xuất hiện tại Euro 2016, nơi anh cùng đội tuyển giành chức vô địch.

## Sự nghiệp CLB

### Sporting
Sau một thời gian ngắn với câu lạc bộ FC Porto ở quê nhà, João Mário đã chuyển đến Sporting Clube de Portugal vào năm 2004 ở tuổi 11. Vào ngày 14 tháng 12 năm 2011 anh ra sân tại UEFA Europa League trong trận đấu với SS Lazio, cùng với những cầu thủ trẻ như Betinho, Ricardo Esgaio, Tiago Ilori và João Carlos.
Mùa giải đầu tiên của João Mário là mùa giải Primeira Liga 2012-13, khi anh xuất hiện trong 31 trận (30 trận đấu) cho Sporting B ở Segunda Liga, và đội kết thúc ở vị trí thứ tư. Vào ngày 8 tháng 1 năm 2014, anh đã Vitória FC mượn cho phần còn lại của mùa giải.
Vào ngày 31 tháng 5 năm 2015, một lần nữa ra sân với đội hình chính của Sporting, João Mário chơi trận chung kết của Cúp Bồ Đào Nha gặp SC Braga. Sau đó anh giúp Sporting giành thắng lợi trong một loạt đá luân lưu.

### Internazionale
Vào ngày 27 tháng 8 năm 2016, João Mário đã ký hợp đồng với Internazionale với giá 40 triệu Euro và 5 triệu Euro tiền thưởng. Lần xuất hiện đầu tiên của anh ở Serie A là vào ngày 11 tháng 9 khi anh chơi 90 phút trong chiến thắng 2-1 trước Pescara.

## Sự nghiệp quốc tế
João Mário đại diện cho Bồ Đào Nha tại giải vô địch U21 châu Âu UEFA trong năm 2015, nơi anh đưa đội tuyển U21 Bồ Đào Nha kết thúc ở vị trí á quân. Anh đã được vào đội hình tham dự cho chiến dịch Euro 2016 và sau đó đăng quang cùng đội tuyển trên đất Pháp.

## Thống kê sự nghiệp câu lạc bộ
Tính đến 26 tháng 5 năm 2019
| Cau lạc bộ              | Mùa giải                  | Giải đấu                  | Giải đấu | Giải đấu | Cúp quốc gia | Cúp quốc gia | Cúp liên đoàn | Cúp liên đoàn | Châu Âu | Châu Âu | Khác | Khác | Tổng cộng | Tổng cộng |
| Cau lạc bộ              | Mùa giải                  | Hạng                      | Trận     | Bàn      | Trận         | Bàn          | Trận          | Bàn           | Trận    | Bàn     | Trận | Bàn  | Trận      | Bàn       |
| ----------------------- | ------------------------- | ------------------------- | -------- | -------- | ------------ | ------------ | ------------- | ------------- | ------- | ------- | ---- | ---- | --------- | --------- |
| Sporting                | 2011–12                   | Primeira Liga             | 0        | 0        | 0            | 0            | 0             | 0             | 1       | 0       | 0    | 0    | 1         | 0         |
| Sporting                | 2012–13                   | Primeira Liga             | 1        | 0        | 0            | 0            | 0             | 0             | 0       | 0       | 0    | 0    | 1         | 0         |
| Sporting                | 2014–15                   | Primeira Liga             | 30       | 5        | 6            | 2            | 0             | 0             | 8       | 0       | 0    | 0    | 44        | 7         |
| Sporting                | 2015–16                   | Primeira Liga             | 33       | 6        | 2            | 0            | 2             | 0             | 7       | 1       | 1    | 0    | 46        | 7         |
| Sporting                | Tổng cộng                 | Tổng cộng                 | 64       | 11       | 8            | 2            | 2             | 0             | 16      | 1       | 1    | 0    | 92        | 14        |
| Vitória Setúbal (mượn)  | 2013–14                   | Primeira Liga             | 15       | 0        | 0            | 0            | 1             | 0             | —       | —       | —    | —    | 16        | 0         |
| Vitória Setúbal (mượn)  | Tổng cộng Vitória Setúbal | Tổng cộng Vitória Setúbal | 15       | 0        | 0            | 0            | 0             | 0             | —       | —       | —    | —    | 15        | 0         |
| Internazionale          | 2016–17                   | Serie A                   | 30       | 3        | 2            | 0            | —             | —             | 0       | 0       | 0    | 0    | 32        | 3         |
| Internazionale          | 2017–18                   | Serie A                   | 14       | 0        | 1            | 0            | —             | —             | —       | —       | 0    | 0    | 15        | 0         |
| Internazionale          | 2018–19                   | Serie A                   | 20       | 1        | 2            | 0            | 0             | 0             | —       | —       | 0    | 0    | 22        | 1         |
| Internazionale          | Tổng cộng Internazionale  | Tổng cộng Internazionale  | 64       | 4        | 5            | 0            | —             | —             | 0       | 0       | 0    | 0    | 69        | 4         |
| West Ham United (mượn)  | 2017–18                   | Premier League            | 13       | 2        | 1            | 0            | —             | —             | —       | —       | —    | —    | 14        | 2         |
| Lokomotiv Moscow (mượn) | 2019–20                   | Russian Premier League    | 0        | 0        | 0            | 0            | —             | —             | 0       | 0       | —    | —    | 0         | 0         |
| Tổng cộng sự nghiệp     | Tổng cộng sự nghiệp       | Tổng cộng sự nghiệp       | 155      | 17       | 14           | 2            | 3             | 0             | 16      | 1       | 1    | 0    | 188       | 20        |

### Bàn thắng quốc tế
| #  | Thời gian            | Địa điểm                                       | Đối thủ     | Bàn thắng | Kết quả | Giải đấu |
| -- | -------------------- | ---------------------------------------------- | ----------- | --------- | ------- | -------- |
| 1. | 10 tháng 11 năm 2017 | Sân vận động Fontelo, Viseu, Bồ Đào Nha        | Ả Rập Xê Út | 3–0       | 3–0     | Giao hữu |
| 2. | 28 tháng 5 năm 2018  | Sân vận động Braga, Braga, Bồ Đào Nha          | Tunisia     | 2–0       | 2–2     | Giao hữu |
| 3. | 17 tháng 11 năm 2022 | Sân vận động José Alvalade, Lisbon, Bồ Đào Nha | Nigeria     | 4–0       | 4–0     | Giao hữu |

## Danh hiệu

### Câu lạc bộ
- Taça de Portugal: 2014–15
- Supertaça Cândido de Oliveira: 2015

### Đội tuyển
- Giải vô địch bóng đá châu Âu 2016: 2016
- Giải vô địch bóng đá U21 châu Âu 2015: Á quân 2015